# Paralampona sherlock
Paralampona sherlock là một loài nhện trong họ Lamponidae. Loài này được phát hiện ở het zuidoosten van Australië.